# 現代貨箱碼頭
現代貨箱碼頭有限公司 Modern Terminals Limited 簡稱現代貨箱碼頭、現代貨箱（英文縮寫：MTL），成立於1969年，是香港歷史最悠久的貨櫃碼頭，是香港第二大貨櫃碼頭營運商，僅次於香港國際貨櫃碼頭有限公司，主要經營葵青貨櫃碼頭1、2、5及9（南）號碼頭，以及聯營廣東深圳及江蘇太倉的貨櫃碼頭。現代貨箱碼頭擁有蛇口集裝箱碼頭20%股權，旁邊赤灣集裝箱碼頭亦間接持有8%股權，均與公司股東招商局港口合營。大鏟灣碼頭則佔65%。

## 歷史
1970年8月，香港政府在葵涌貨櫃碼頭招標，現代貨箱即投得葵涌一號貨櫃碼頭的發展經營權，二、三號貨櫃碼頭則分別由日本大山船務公司及美國海陸聯運公司投得。
1972年，現代貨櫃再投得葵涌五號貨櫃碼頭。
1980年代，九倉透過現代貨箱積極拓展貨櫃碼頭業務，1985年以香港政府授權的葵涌六號貨櫃碼頭半數權益與於1975年購得日本大山船務株式會社二號貨櫃碼頭的國際貨櫃交換，至此其所擁有的一、二、五號貨櫃碼頭連成一體。
1991年，現代貨箱再獲得八號貨櫃碼頭4個泊位中的兩個，成為香港貨櫃碼頭業僅次於香港國際貨櫃碼頭有限公司的另一大集團。
1995年，現代貨箱的貨櫃處理量達211萬個標準箱，約佔葵涌貨櫃碼頭吞吐量的25%。

## 股東
現代貨箱原是九龍倉的聯營公司，九龍倉持有其25.6%股權，但1994年後，現代貨箱的兩個股東歐洲航務公司馬士基和英國鐵行輪船公司先後向九龍倉多次出售其所持股份，令九龍倉持有現代貨箱的股權大幅上升到50.84%（其他股東包括持20.31%的招商局、持17.65%的太古洋行、持6.3%的匯豐及4.9%的捷成洋行），現代貨箱遂成為九倉的附屬公司。
2001年初，九龍倉向匯豐購進4.5%股份，使其股權增至55.3%；而據年報其他主要股東為招商局國際（22.1%）及太古公司（17.62%）。
2003年，太古全數出售所持股份，其中九龍倉購入12.59%（共持有67.89%），作價港幣20.72億元；而招商局購入5.03%（共持有27.04%），作價港幣8.28億元。 交易後九龍倉進一步穩固大股東的地位。
2005年，現代貨箱向招商局及九倉回購股份，使招商局國際與九龍倉分別持有 27.01% 及 67.59%權益 。 截至2010年，九龍倉與招商局國際仍維持68%與27%的比例；捷成洋行的附屬或合營公司Jebsen Securities Ltd持有5%。

## 連結
- 現代貨箱碼頭有限公司 （页面存档备份，存于）